# Enrico Toti (1928)
Enrico Toti – włoski dwukadłubowy okręt podwodny typu Balilla o wyporności nawodnej 1427 ton, zwodowany 14 kwietnia 1928 roku w stoczni Muggiano. Okręt wszedł do służby w marynarce wojennej Królestwa Włoch 19 września 1928 roku. Okręt był intensywnie wykorzystywany w latach 30. XX wieku, jednak po wybuchu II wojny światowej był już przestarzały i zbyt duży na przejrzyste wody Morza Śródziemnego. Bazując w Tarencie, w początkowym okresie wojny prowadził ofensywne patrole, został jednak wkrótce skierowany do misji zaopatrzeniowych dla wojsk włoskich w północnej Afryce. Okręt został unieruchomiony w 2 kwietnia 1943 roku i przesunięty do rezerwy. Podczas II wojny światowej jedynym sukcesem jednostki było zatopienie w pojedynku torpedowo-artyleryjskim 15 października 1940 roku brytyjskiego okrętu podwodnego HMS „Triad”.
Okręt wypierał 1874 tony pod wodą, uzbrojony był w cztery wyrzutnie torpedowe kalibru 533 mm na dziobie oraz dwie wyrzutnie tego samego kalibru na rufie. Ponadto miał działo kal. 120 mm, a także 2 podwójne wkm kal. 13,2 mm. Układ napędowy okrętu stanowiły dwa silniki Diesla Fiat oraz 2 silniki elektryczne Savigliano, 2 wały napędowe (1600 kW) a także pomocniczy silnik Diesla Fiat o mocy 425 KM, służący do rejsu z prędkością ekonomiczną. Napęd główny okrętu zapewniał mu prędkość maksymalną 16 węzłów na powierzchni oraz 7 węzłów w zanurzeniu.